# 伊加·鲍姆加特-维坦
伊加·鲍姆加特-维坦（波蘭語：Iga Baumgart-Witan，1989年4月11日—）是一名波兰短跑运动员。她参加了2012年和2016年夏季奥林匹克运动会以及两届世界田径锦标赛的4×400米接力项目。她也曾获得2019年世界田径锦标赛女子4×400米接力银牌。